# توني هاريس (صحفي)
توني هاريس (بالإنجليزية: Tony Harris)‏ هو صحفي أمريكي، ولد في 25 يوليو 1967 في بالتيمور في الولايات المتحدة.